# Enzelsberg (Tittmoning)
Enzelsberg ist ein Stadtteil von Tittmoning im oberbayerischen Landkreis Traunstein. Der Weiler liegt circa zwei Kilometer nordwestlich von Tittmoning.

## Baudenkmäler
Siehe: Liste der Baudenkmäler in Tittmoning#Weitere Ortsteile